# Diervilloideae
Die Diervilloideae sind eine Unterfamilie in der Pflanzenfamilie Geißblattgewächse (Caprifoliaceae). Sie enthält nur zwei Gattungen mit etwa 16 Arten. Das Gesamtareal der Unterfamilie ist disjunkt: zum einen das östliche Asien, zum anderen die südöstlichen USA. Der Name der Unterfamilie leitet sich von dem der Gattung Diervilla her. Der Gattungsname ehrt den französischen Arzt und Botaniker Marin  Dières Sieur de Diéreville (1653–1738).

## Beschreibung
Es sind Sträucher. Die gegenständigen, gestielten Laubblätter besitzen eine einfache Blattspreite mit einem gezähnten Blattrand.
Die zwittrigen, fünfzähligen Blüten sind zygomorph. Die fünf Kelch- und Kronblätter sind jeweils untereinander verwachsen. Die fünf fertilen Staubblätter besitzen behaarte Staubfäden.
Zwei Fruchtblätter, von denen nur eines fruchtbar ist, sind zu einem unterständigen Fruchtknoten verwachsen. Der Griffel endet in einer kopfigen Narbe. Es werden Kapselfrüchte gebildet.

## Systematik
Molekulargenetische Untersuchung in der Ordnung der Kardenartigen (Dipsacales) führten seit etwa 1998 dazu, dass die Grenzen der Familien dieser Ordnung verschoben wurden. Mal wurde in mehrere kleine Familien aufgeteilt und umgegliedert und jetzt zu einer großen viele der kleinen Familien zusammenfassenden Familie der Caprifoliaceae s. l. Nach APG III wurden in die Familie Caprifoliaceae die früher als eigenständige Familien geführten Familien Diervillaceae, Dipsacaceae, Linnaeaceae, Morinaceae und Valerianaceae eingegliedert und auf den Rang Tribus gestellt.
Das Gesamtareal der Unterfamilie ist disjunkt.
Die Unterfamilie Diervilloideae enthält nur zwei Gattungen mit etwa 16 Arten:
- Diervilla Mill.: Die etwa drei Arten sind in den südöstlichen USA verbreitet.[3]
- Weigelien (Weigela Thunb.): Die zehn bis zwölf Arten sind im nördlichen Ostasien verbreitet.[3]

## Bilder

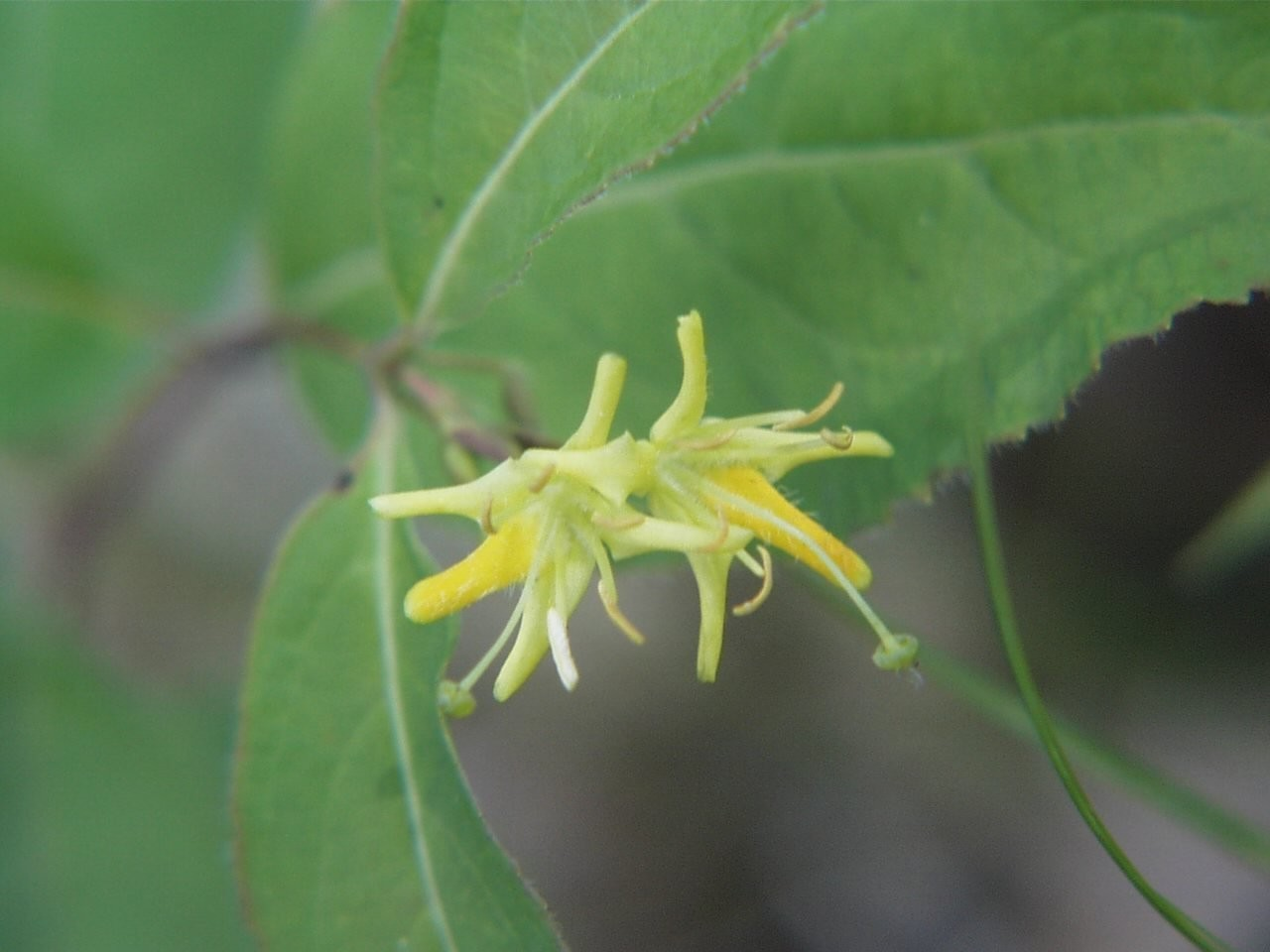
Diervilla lonicera
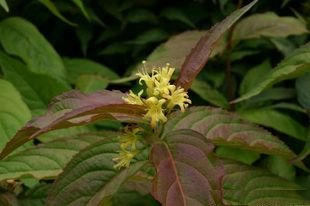
Diervilla sessilifolia